# Barthélemy de Theux de Meylandt
Il conte Barthélemy-Théodore de Theux de Meylandt (Sint-Truiden, 25 febbraio 1794 – Heusden-Zolder, 21 agosto 1874) è stato un politico belga, cattolico, di tendenza moderata (o, nel lessico dell'epoca, "unionista") , fu tre volte primo ministro e può essere considerato fra i fondatori dell'allora assai moderno Stato belga. Ricordato, di volta in volta, come de Theux, de Meylandt o Meylandt.

## Esordi
Nacque nel castello di Schabroek, a Saint-Trond nel Limburgo, figlio del cavaliere Joseph-Mathieu-Jacques e di Marie-Antoinette-Joseph de Wezeren.
Ottenne un diploma in diritto all'università di Liegi, quando, ormai dal 1815, il Belgio era unito ai Paesi Bassi nel Regno Unito dei Paesi Bassi, retto dalla Casa d'Orange-Nassau, nella persona del protestante Guglielmo I.
Meylandt intraprese la professione di avvocato e si legò con la famiglia de Mérode, in particolare Félix, già allora fra le principali del ‘partito cattolico’ Con essa prese parte, a Liegi e nel Limburgo, alle agitazioni politiche che si diffusero dal 1829, sotto forma di movimento delle petizioni per il raddrizzamento delle ingiustizie.

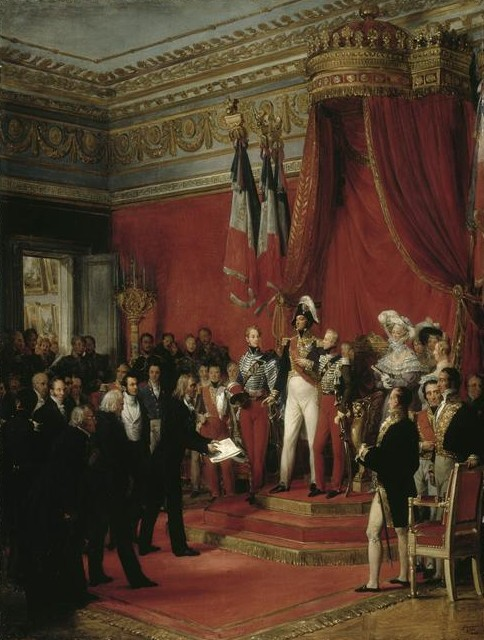
Luigi Filippo rifiuta la corona del Belgio, offerta al figlio, Duca di Nemours

## La rivoluzione belga
L'inizio vero e proprio della sua carriera politica, tuttavia, deve essere datato allo scoppio della Rivoluzione belga del 1830: con la proclamazione dell'indipendenza di quel Paese, nel novembre 1830 Meylandt venne eletto deputato per il collegio di Hasselt al Congresso Nazionale del Belgio.

### Deputato al Congresso nazionale
Qui si mise presto in vista, con posizioni nette e motivate a favore della decadenza della Casa d'Orange-Nassau, dell'adozione di una monarchia costituzionale, del sistema bicamerale. Ma anche, fedele al programma ‘cattolico’ della completa indipendenza del clero dallo Stato e della più larga libertà di insegnamento. Posizioni abbastanza rappresentative e moderate da consentirgli di essere scelto quale relatore della legge elettorale.
Una volta che il Congresso ebbe elaborato la Costituzione belga, si dovette passare all'elezione di un monarca: una scelta determinante, giacché gran parte dei deputati propendevano per l'elezione di un monarca francese, ciò che avrebbe fortemente scontentato la Gran Bretagna.
Di tali tensioni diplomatiche, che avrebbero messo a rischio il consenso internazionale alla nascita del nuovo Regno, si fece portatore il Meylandt, il quale si oppose all'elezione del Duca di Nemours, secondogenito di Luigi Filippo di Francia, compiuta dal Congresso il 3 febbraio 1831.

Respinta da quest'ultimo per l'opposizione britannica, seguì un breve momento di incertezza. Ad esso il Congresso reagì eleggendo un reggente (24 febbraio 1831):
si contrapponevano il presidente dell'assemblea, de Chokier, dichiaratamente filo-francese, e il de Mérode, più equilibrato: Meylandt, naturalmente, sostenne quest'ultimo, ma il suo candidato venne battuto.

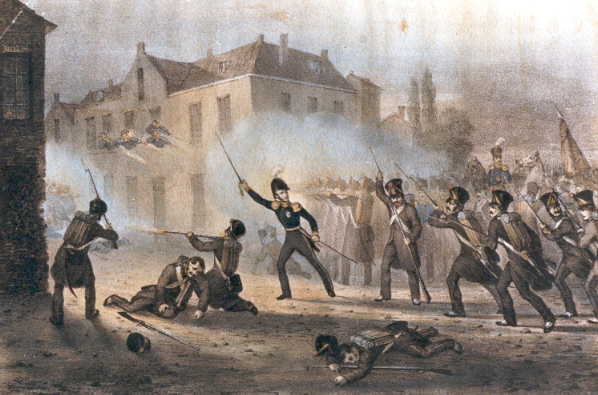
Truppe olandesi durante la campagna dei dieci giorni

### L'elezione di Leopoldo I
La posizione del de Chokier, comunque, era destinata ad infrangersi contro l'intransigenza britannica. Cosicché Meylandt poté recuperare un ruolo politico centrale, sostenendo, come il de Mérode, l'elezione di Leopoldo di Sassonia-Coburgo, eletto sovrano il 4 giugno 1831 e, il seguente 9 luglio, l'approvazione del Trattato dei XVIII articoli, negoziato dal nuovo sovrano a cavallo dell'elezione. Dopo di che, il 21 luglio, Leopoldo I giurò fedeltà alla Costituzione e venne incoronato.
Si era, quindi conclusa la fase di creazione del nuovo Regno, ed il Congresso venne sciolto. Dovevano tenersi le elezioni delle nuove Camere, ma il delicato passaggio costituzionale venne interrotto dalla repentina (ma decisamente tardiva) reazione di Guglielmo I dei Paesi Bassi, che, il 2 agosto, diede inizio ad un'invasione, passata alla storia come la campagna dei dieci giorni. L'esercito belga venne sconfitto, ma i Batavi, ormai sulla strada di Bruxelles, si arrestarono alla notizia dell'intervento di un corpo di spedizione francese, guidato dal maresciallo Gérard. Senza che ciò cancellasse la pessima dimostrazione di efficienza militare offerta dal giovane esercito belga.

## I primi governi di Leopoldo I

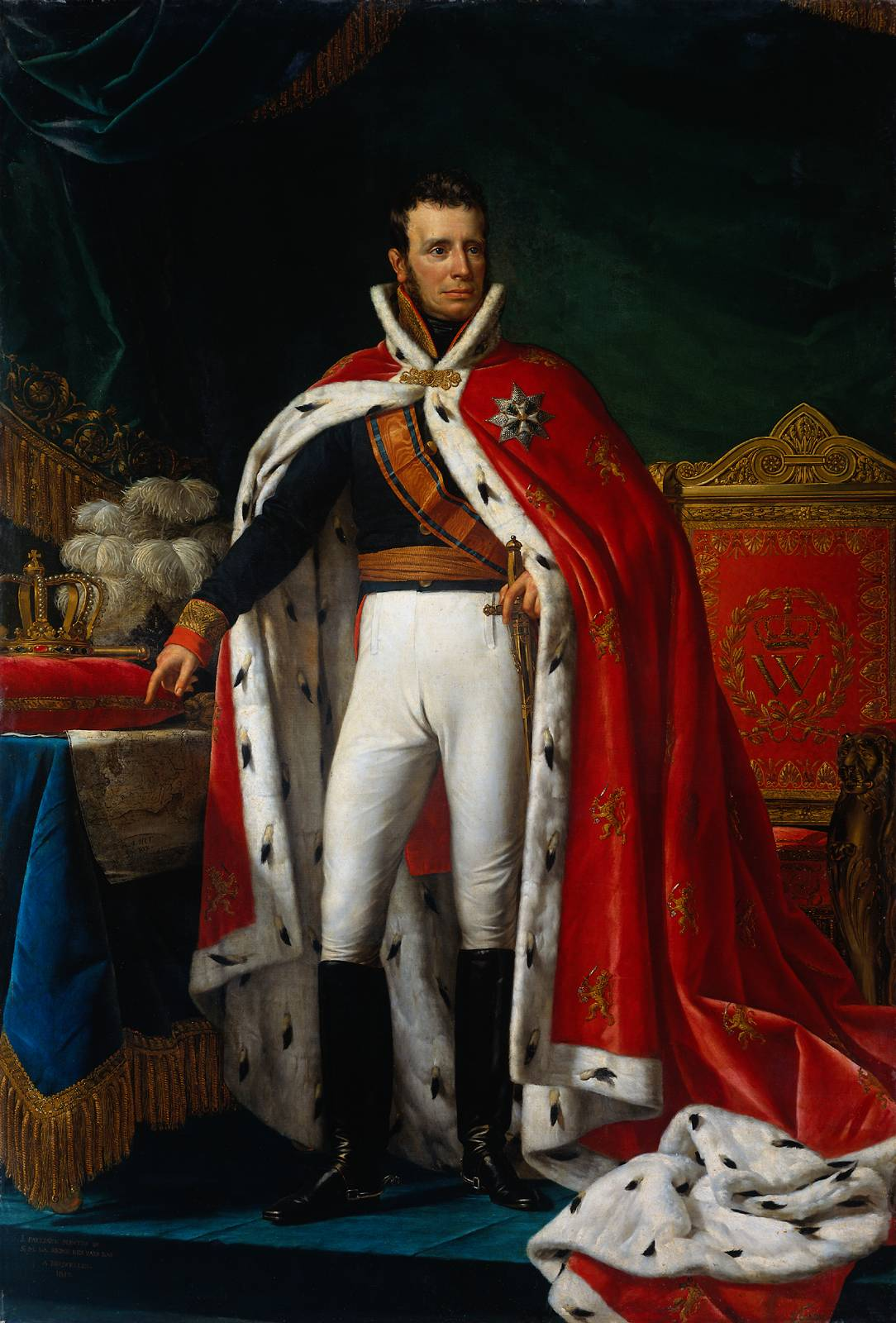
Guglielmo I dei Paesi Bassi nel 1815

### Deputato alle Camere
Le ultime truppe olandesi rimpatriarono attorno al 20 agosto. Pochi giorni più tardi, il 29 agosto, poterono tenersi le elezioni del primo Parlamento, eletto a suffragio censitario Chronologie Pays-Bas, che si riunì, la prima volta, l'8 settembre
Meylandt venne eletto nel collegio di Heusden (che avrebbe rappresentato, senza interruzioni, per i successivi 40 anni). Alla Camere egli seppe confermarsi nel ruolo di spicco che già aveva guadagnato al Congresso, dando inizio ad una prestigiosa carriera politica.

### Ministro dell'interno nel governo de Muelenaere
Il sovrano lo volle Ministro degli Interno del governo del cattolico de Muelenaere, in carica sin dal 24 luglio 1831, la vigilia dell'incoronazione. Il 12 novembre 1831 Meylandt divenne ministro di Stato con diritto di ingresso al Consiglio dei Ministri, il 21 novembre ebbe gli Interni ad interim, il 30 dicembre a titolo pieno.
Il suo ingresso, rafforzò il carattere unionista di quel governo, che aveva di fronte l'enorme compito di costruire l'assetto istituzionale ed economico del neonato Regno. Meylandt viene ricordato, in particolare, per il 'decreto reale' del 21 marzo 1832, che approvava il progetto della linea ferroviaria Anversa -Lierre-Diest-Tongres-Visé: l'avvio dell'ambiziosa politica ferroviaria che avrebbe fatto del Belgio uno dei più ricchi stati dell'Europa dell'Ottocento.

### La prima ratifica del Trattato dei XXIV articoli
Il governo de Muelenaere cadde di fronte all'impossibilità di trovare un accordo relativamente alla principale questione di politica estera: la ratifica del Trattato dei XXIV articoli, imposto il 15 novembre 1831 dalle grande potenze riunite nella Conferenza diplomatica di Londra, male impressionate dalla pessima performance militare di fronte ad un'invasione olandese. Esso prevedeva un sostanziale peggioramento della situazione, rispetto al precedente Trattato dei XVIII articoli: l'accollo di metà del debito pubblico dell'Aia; la restituzione all'Aia del territorio dell'attuale Granducato del Lussemburgo e del Limburgo orientale (in particolare la città di Venlo) delle quali gli olandesi controllavano unicamente le fortezze di Maastricht e di Lussemburgo (garantita da una guarnigione prussiana, che la teneva sin dal Trattato di Vienna del 1815); dulcis in fundo, veniva introdotto un pedaggio alla navigazione sul fiume Schelda.
Il de Muelenaere presentò il trattato alle Camere, che, dopo averlo accolto con una marcata irritazione, finirono per accettarlo. Seguirono Francia ed Inghilterra. Mentre l'Olanda lo rigettò, benché contenesse notevoli miglioramenti a suo vantaggio rispetto al precedente Trattato dei XVIII articoli.
Tale ratifica aprì le porte alle nozze di Leopoldo I e la principessa Luisa d'Orléans, figlia di re Luigi Filippo di Francia, celebrato il 9 agosto nel castello di Compiègne. La coppia giunse a Bruxelles il 20 agosto.

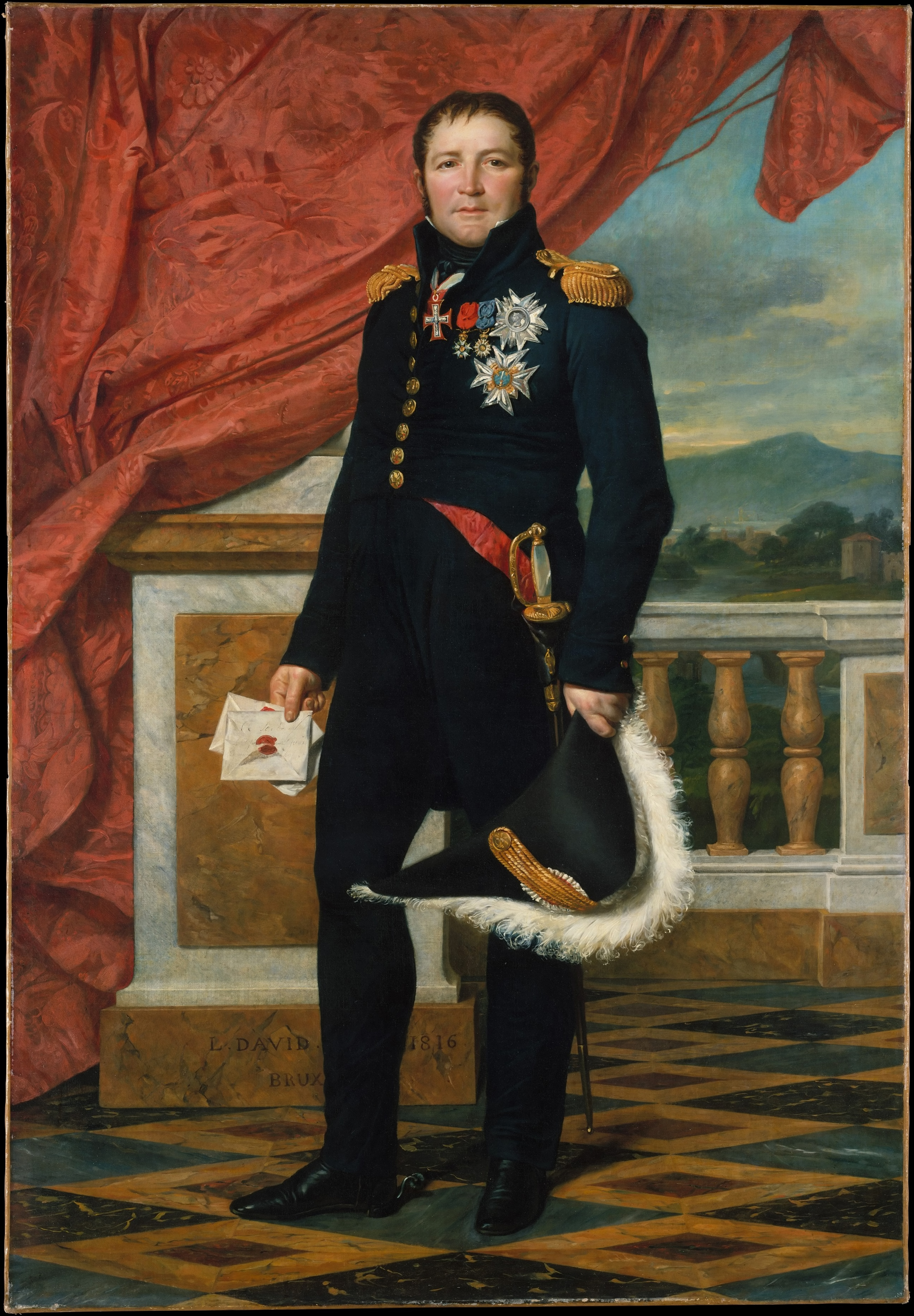
Il maresciallo Gerard

### La crisi internazionale per Anversa
Si trattava, ora, di capitalizzare l'ottenuta ratifica del Trattato e il sicuro appoggio di Parigi, per costringere i Paesi Bassi a nuove concessioni, a partire dalla liberazione della possente cittadella di Anversa: Guglielmo I rifiutava di consegnarla, cosicché, per sloggiarlo, si rendeva necessaria una nuova spedizione francese.
Per far questo, tuttavia, occorreva che Bruxelles tentasse un'ardita manovra diplomatica, volta ad indurre il governo dell'Aia a denunciare con chiarezza il proprio rifiuto. Eppoi accettare la proposta franco-britannica di l'ingresso sul territorio nazionale, per la seconda volta in due anni, di un corpo di spedizione francese, ancora una volta guidato dal maresciallo Gérard, per assediare e liberare la cittadella.
I punti del contendere stavano, anzitutto, nella necessità di dichiarare la disponibilità belga ad evacuare immediatamente Venlo e le altre parti del territorio che doveva essere ceduto all'Olanda. Eppoi nel divieto, espresso dalle potenze, a che alle operazioni partecipassero unità belghe: una cautela, dal punto di vista delle potenze; un'umiliazione, dal punto di vista dei Belgi: tanto che il de Muelenaere esitava ad affrontare la feroce opposizione da parte dei deputati cosiddetti verdi: dei velleitari che invocavano la resistenza alle decisioni della Conferenza e la ripresa della guerra all'Olanda.

### La caduta del governo
Leopoldo I ne troncò le esitazioni, togliendo, il 18 settembre 1832, il portafoglio degli esteri al de Muelenaere per affidarlo al generale Goblet, che entrò in carica il 20 ottobre.

## Il governo Goblet e la gestione della crisi di Anversa

### L'ostinato rifiuto olandese
Dopo di che Goblet fu fortunato: il gabinetto olandese si dimise, dopo aver indirizzato alla Conferenza una nota irritante, con la quale si dichiarava che il re non voleva ammettere nuove concessioni … che non avrebbe mai consentito di sacrificare gli interessi vitali dell'Olanda al fantasma rivoluzionario. Ciò che consentì alle potenze di dare avvio alle misure coercitive che desideravano Francia ed Inghilterra.

### L'ultimatum franco-britannico
Il 22 ottobre lord Palmerston ed il Talleyrand (ambasciatore francese a Londra) sottoscrissero una convenzione che dichiarava che i governi belga ed olandese sarebbero stati invitati a terminare, entro il 12 novembre, l'evacuazione dei territori reciprocamente occupati. Delle 'misure coercitive' sarebbero state adottate contro quello dei due che non avesse dato il proprio consenso a detta convenzione prima del 2 novembre. Erano a disposizione una squadra navale franco-britannico, mentre la Francia concentrava il suo esercito al nord.
A quel punto Goblet fece conoscere alla Conferenza di Londra il consenso del governo belga alle evacuazioni, sotto condizione che il Belgio prendesse subito possesso di Anversa. La Conferenza indirizzò immediatamente all'Aia un sollecito: ne ottenne una conferma del rifiuto e la flotta franco-britannica cominciò un blocco rigoroso dei porti olandesi.

### Il consenso all'ingresso del corpo di spedizione francese

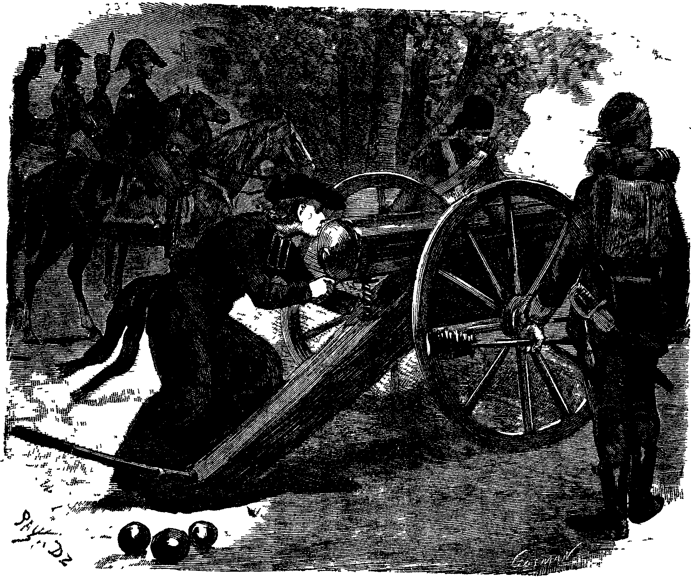
Rappresentazione satirica, di un prete che arma il cannone dell'esercito Belga

V'era un ultimo impiccio: a norma di Costituzione, l'ingresso del corpo di spedizione avrebbe richiesto il consenso delle Camere di Bruxelles. Goblet lo ottenne con un margine assai risicato (44 voti contro 42) e, il 2 novembre. Dopo di che, il 15 dicembre 1832 l'esercito francese entrava dunque in Belgio, dirigendosi verso Anversa, attraverso Tournai, Gand e Bruxelles.
La crisi politica in Belgio, tuttavia, era talmente grave da spingere il Goblet a presentare al re le proprie dimissioni: questi lo lasciò in carica sinché durò l'Assedio di Anversa. Caduta la cittadella, il 23 dicembre 1832, convocò nuove elezioni, le quali, però, non mutarono l'equilibrio politico.

### L'armistizio con l'Olanda
Nel corso della campagna elettorale, il 21 maggio 1833, Goblet ottenne dai Paesi Bassi la firma di un nuovo, ultimo, armistizio. Le cui condizioni erano inaspettatamente positive, a causa della testardaggine di Guglielmo I nel rifiutare l'accettazione del Trattato dei XXIV articoli: il Belgio, che aveva recuperato Anversa, non cedeva un metro di quei larghi tratti del Limburgo e del Lussemburgo che occupava.
Dopo di che, il 27 dicembre, il primo ministro ripresentò al sovrano le proprie dimissioni. Lasciando la guida del governo al liberale Charles Rogier e gli esteri al de Mérode (già ministro senza portafoglio).
Il governo cadde, infine, il 4 agosto 1834 allorché il Rogier si dimise, prendendo a pretesto certi dissensi di ordine amministrativo con il ministro della guerra liberale Louis Évain e si dimise. Mentre la reale causa stava nei profondi disaccordi fra cattolici e liberali, in merito alla legge sull'insegnamento (un classico punto di rottura fra le due parti, nell'Ottocento).

## Il primo governo Meylandt

### Un governo di unione nazionale fra cattolici e liberali
Il sovrano, di suo sostenitore di una politica di unione nazionale, affidò al Meylandt l'incarico di formare un nuovo governo. Il suo ruolo politico era, infatti, nel frattempo molto accresciuto, tanto che lo si considerava il ‘capo incontrastato’ del ‘partito cattolico’. Ma egualmente chiara era la sua propensione ad una politica unionista.
Un atteggiamento che ben si riflesse nella composizione del ministero: il primo ministro tenne per sé gli Interni e ridiede gli esteri al cattolico de Muelenaere, mentre ai liberali andavano le finanze, per il d'Huart e la giustizia, per l'Ernst. I rapporti fra il nuovo primo ministro ed il de Mérode non dovevano essere ancora compromessi, tanto che questi divenne ministro senza portafoglio.
Da questo equilibrio, discese una notevole stabilità politica, dal momento che esso rispondeva alle attese del monarca e della gran parte della classe dirigente. Tanto che il ministero Meylandt avrebbe guidato il Paese per ben sei anni.

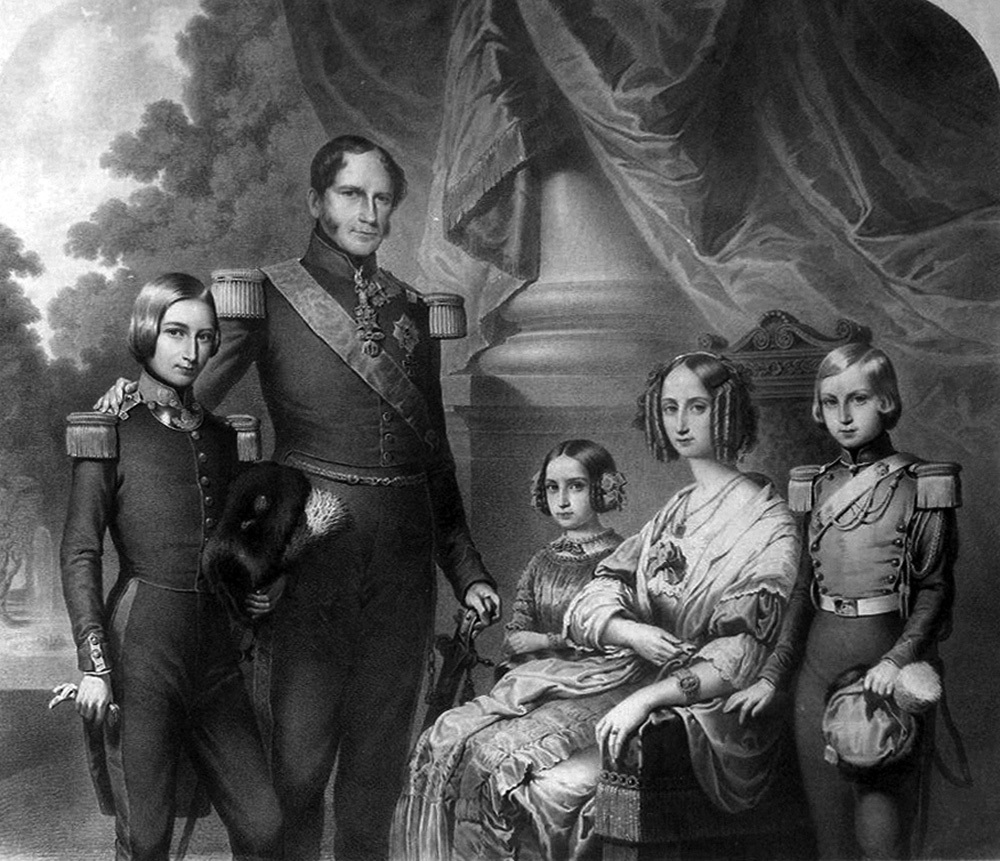
Leopoldo I e la famiglia reale

### La riorganizzazione dello Stato
La riconquista di Anversa ed il successivo armistizio negoziato dal Goblet avevano, infine, messo fine a due anni di guerre e turbolenze. Il governo Meylandt fu il primo a potersi dedicare, stabilmente, alla costruzione della legislazione e dell'amministrazione del Regno.

Attraverso l'approvazione di alcuni, fondamentali, strumenti legislativi:
- la legge del 29 dicembre 1835, che organizzò il sistema postale,
- la legge del 27 settembre 1835, sull'insegnamento superiore,
- la legge del 30 marzo 1836 sull'ordinamento comunale,
- la legge del 20 aprile 1836 sull'ordinamento provinciale,
- la legge del 15 maggio 1838, che organizzò le giurie,
- la legge del 24 maggio 1838, sui quadri dell'esercito, una questione assai sentita, dopo le pessime prove offerte dall'esercito belga nel corso della Campagna dei dieci giorni.

Particolare importanza ebbero le leggi sugli enti locali (loi communale e loi provinciale), che disegnarono un assetto decisamente centralistico. Ciò in opposizione alle precedenti intenzioni del Rogier, ma, d'altra parte, in coerenza con le ridotte dimensioni geografiche del nuovo Stato, e con il vivo e prossimo esempio del Regno di Francia. Ma, soprattutto, con l'incerta legittimità internazionale: il Belgio doveva ancora vedere riconosciuti i nuovi confini dal Regno Unito dei Paesi Bassi di Guglielmo I, dal quale aveva appena compiuto la propria secessione.

### Una prepotente crescita economica
Gli anni del Meylandt segnarono anche l'avvio di una poderosa crescita economica, che avrebbe fatto del Belgio, in pochi decenni, uno dei Paesi più ricchi ed industrializzati dell'Europa dell'Ottocento. Un'azione ricordata specialmente per la politica ferroviaria: nel 1836 venne inaugurata la prima linea ferroviaria. Tanto da rendere opportuna la creazione, nel 1837, di un ministero dei lavori pubblici, per separazione dagli Interni, che Meylandt affidò al né cattolico né liberale Jean-Baptiste Nothomb.
Senza dimenticare l'incoraggiamento alle lettere ed alle arti, come si diceva allora, segnata dalla creazione della Bibliothèque royale. a Bruxelles.

### Le dimissioni del ministro degli Esteri
Nel 13 dicembre 1836 il ministero perse il ministro degli Esteri de Muelenaere: questi aveva proposto un piano per nazionalizzare la più potente società del Paese, la Société générale. Un'operazione il cui prezzo sarebbe stato la nomina a Ministri di Stato (noi diremmo Ministri senza portafoglio) del suo governatore M. Meeus e del più influente dei suoi direttori, M. Coghen.
Si trattava, però, di un dossier politicamente assai delicato, in quanto il possente strumento finanziario era stato fondato da Guglielmo I e soffriva ancora una forte fama di 'orangismo'. Tanto che Meylandt la respinse, provocando le dimissioni del de Muelenaere.
Dalché Meylandt assunse, accanto agli Interni, anche il portafoglio degli Esteri.

### La crisi politica per la pace con l'Olanda

Il Regno Unito dei Paesi Bassi

#### L'Olanda accetta il Protocollo dei XXIV articoli
Egli era dunque direttamente in causa allorché, il 14 marzo 1838, giunse, inattesa, la notizia che Guglielmo I aveva accettato di ratificare il Trattato dei XXIV articoli, proposto dalle grandi potenze sette anni prima.

La notizia venne accolta assai male a Bruxelles, dal momento che essa avrebbe comportato un sostanziale peggioramento, rispetto allo status-quo.

#### La conseguente crisi politica in Belgio
Non appena la cattiva notizia venne confermata dall'ambasciatore a Londra, il Van de Weyer, e dall'ambasciatore a Parigi, il Le Hon, nell'opinione pubblica belga si produsse una profonda frattura: basti pensare che deputati del Lussemburgo orientale e del Limburgo orientale, sedevano al parlamento belga.
Né bastava il riconoscimento della'indipendenza da parte dell'antico signore, dal momento tale indipendenza era goduta de facto, da circa sette anni.
Il governo stesso era diviso: sinché giunse la firma del protocollo finale, a Londra il 19 aprile 1839 e quei ministri che affermavano di non essere disposti a cedere, nemmeno sotto minaccia militare, si decisero alle dimissioni: il de Mérode, cattolico ma già fervente agitatore all'epoca della rivoluzione, peraltro originario del Limburgo orientale, ma anche i liberali d'Huart e Ernst, che pretendevano di non evacuare se non di fronte ad un esplicito ultimatum della grandi potenze.

#### I vantaggi della seconda ratifica
Leopoldo I e Meylandt finirono, comunque, per accettare questa realtà: il vantaggio del riconoscimento dell'indipendenza e della definitiva fissazione dei confini non era secondario. E, inoltre, i plenipotenziari inviati a Londra (prima Jules Van Praet, poi Étienne de Gerlache), si avvidero ben presto di non possedere forza sufficiente per spingere le grandi potenze ad una sostanziale rinegoziazione. Tanto che Venlo venne evacuata già il 21 giugno 1838, insieme al Lussemburgo.
In cambio di questo gesto di buona volontà, la Conferenza diplomatica riunita a Londra accettò di ridurre le pretese olandesi riguardo al trasferimento del debito pubblico del molto ridotto Regno Unito dei Paesi Bassi, fosse abbassata da 5 400 milioni di fiorini, dagli 8 400 inizialmente previsti.

#### Meylandt e Leopoldo I impongono la seconda ratifica
Il governo, ridotto a soli tre ministri, Meylandt, naturalmente, Nothomb e Willemart, difesero con forza la ratifica del Trattato così rivisto di fronte alle Camere.
I deputati "verdi" nei loro interventi li definirono uomini di Stato miserabili, ministri perversi, traditori della Patria e del Re. Meylandt rispondeva freddamente, sostenendo la necessità della ratifica, di fronte alla minaccia combinata dell'anarchia, della bancarotta e dell'intervento [militare] straniero. Abbastanza da ottenere la ratifica della Camera, il 19 marzo 1839, con una maggioranza di 58 favorevoli voti contro 42 contrari. Il Senato, più naturalmente, seguì.

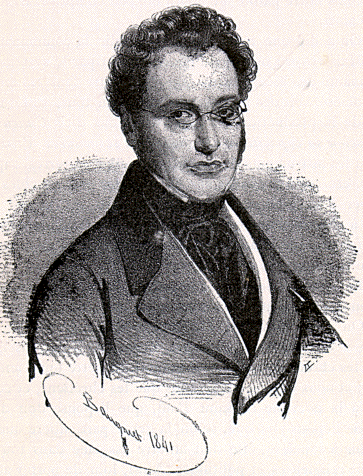
Ritratto del primo ministro Joseph Lebeau

### L'ultimo anno di governo
Tale grande conquista nazionale, indebolì fortemente il governo: tatticamente, tale combattuta vittoria, alienò al primo ministro molte simpatie parlamentari; strategicamente, la pace con l'Olanda aveva messo fine alla necessità storica dell'unionismo, del quale Meylandt era la bandiera vivente.
Si assistette ad una sorta di 'liberi tutti gli esponenti più conservatori del partito cattolico', presero ad accusare il primo ministro di condurre una politica eccessivamente liberale. I liberali lo accusavano di aver sostituito d'Huart ed Ernst con il Desmaisières (industriale di Gand e liberale assai moderato) ed il Raikem, chiaramente cattolico; di aver tolto, il 7 dicembre 1839 il governatorato del Brabante al barone Stassart, gran-maestro della massoneria belga. Ma, soprattutto, molti fra loro, guidati dal Verhaegen, desideravano ormai volgersi ad una politica esclusiva, ossia esclusivamente liberale.
Tutto ciò assottigliò fortemente la maggioranza parlamentare, che venne a dipendere dal consenso di pochi deputati. Già l'approvazione del bilancio per il 1840 fu assai faticosa. Ma l'occasione della crisi venne all'inizio dell'anno successivo, allorché il governo propose la reintegrazione nell'esercito del generale van der Smissen. L'occasione era ghiotta poiché questi era stato condannato in contumacia, nel 1831, colpevole per aver partecipato ad un complotto orangista.
Il deputato Dumortier, che tanto si era opposto al trattato di pace montò un durissimo attacco politico, sostenuto da tutte le opposizioni: la destra cattolica, i "verdi" i liberali "esclusivi". Tanto dissero e tanto fecero che, il 14 marzo 1840 il governo si vide respingere dalla Camera un ordine del giorno di fiducia al governo, con 42 voti contro 38: Meylandt presentò le proprie dimissioni al sovrano. Che le accettò, salvo gratificarlo, tre giorni più tardi, il 18 marzo del titolo di conte, trasmissibile agli eredi maschi.
Dopo di che, affidò l'incarico di formare il nuovo governo al liberale Lebeau, che divenne primo ministro il 18 aprile 1840, alla testa di un governo interamente liberale: il primo governo liberale esclusivo o liberale omogeneo della storia di quel Regno.

## Il secondo governo Meylandt

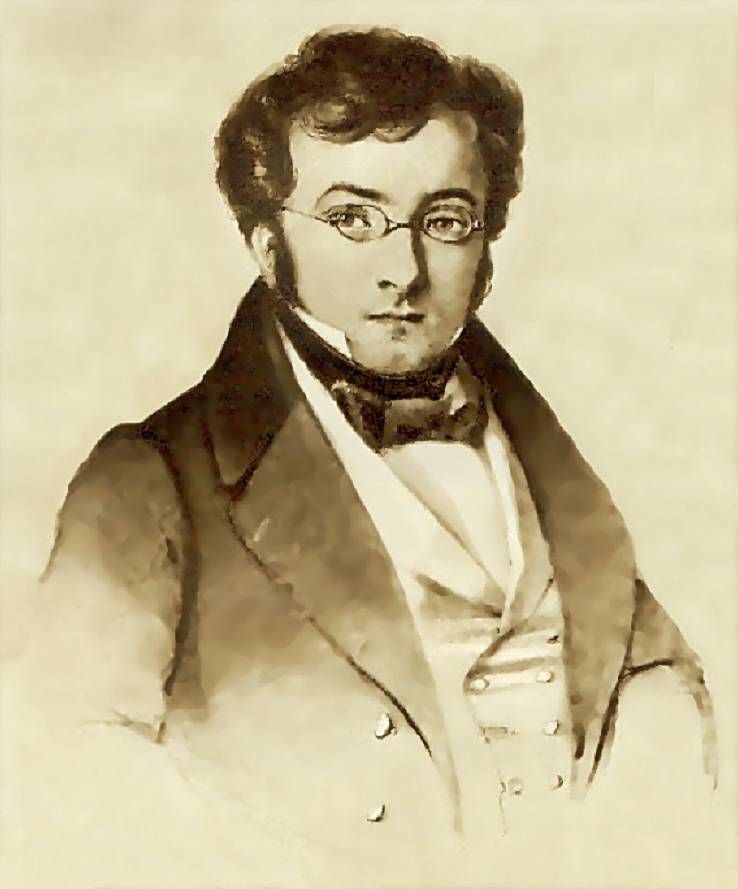
Ritratto del Nothomb

Meylandt, ormai semplice deputato di Heusden, profittò della pausa per sposarsi, il 5 maggio 1840, con Aline-Mathilde-Amélie-Louise du Parc, figlia di un visconte bretone.
Restava, comunque, a capo del 'partito cattolico' e fedele ad una pratica politica unionista. Perciò egli combatté il ministero Lebeau, ma sostenne il successivo Jean-Baptiste Nothomb, con quattro ministri liberali ma anche due cattolici. Caduto questo a causa dei progressi liberali alle elezioni, Leopoldo I tentò, ancora una volta, di formare un governo unionista, affidandolo al Van de Weyer, che però cadde ben presto.
Toccò, quindi, al Meylandt, sei anni dopo la caduta del primo ministero. Ma non gli riuscì, questa volta, di unire ministri cattolici e liberali per il rifiuto di questi ultimi. Toccò così proprio al principale sostenitore unionismo formare il primo ministero cattolico omogeneo, che entrò in carica il 31 marzo 1846.
Ciò nonostante, le cronache notano che seppe condurre una politica moderata, ovvero, nei termini dell'epoca, unionista. Come dimostrato in occasione del congresso liberale del 1846: di fronte alle pressioni del re che intendeva proibirlo, considerandolo alla stregua di 'club rivoluzionario', il primo ministro volle mantenersi fedele alle garanzie costituzionali.
Vennero così le elezioni politiche del 1847 che attribuirono ai liberali la maggioranza della Camera, con 57 seggi contro 54 ai cattolici. Il governo si dimise e venne sostituito da un governo liberale affidato al Rogier, in carica dal 12 agosto 1847.

## I governi liberali (1847-1870)

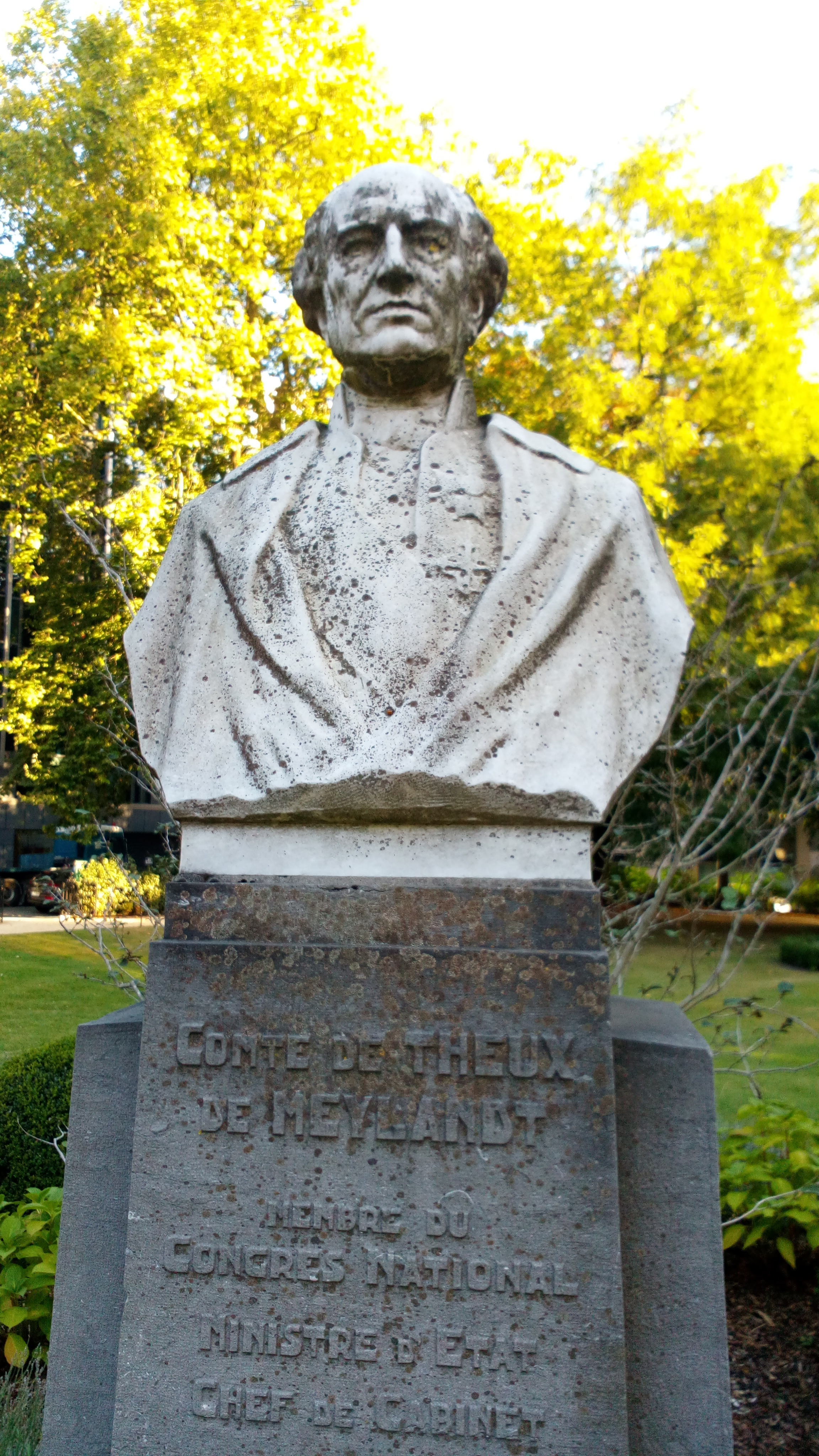
Comte Barthélémy de Theux de Meylandt (Square de Meeûs, Bruxelles.

Come guida dell'opposizione, Meylandt seppe astenersi dal profittare della grande crisi rivoluzionaria del 1848, che non toccò il Belgio, se non per i riflessi degli eventi francesi: ad esempio due abortite ‘invasionì di repubblicani esagitati, intenzionati a liberare il Regno e, chissà, unirlo alla neonata Seconda Repubblica francese.
Il contraccolpo di tali avvenimenti, tuttavia, costrinse Rogier alle dimissioni, sostituito dal liberale de Brouckère, progressista ma uomo d'ordine, che costituì un governo più 'centristà (1852 – 1855). Seguì un'alternanza fra i due partiti, in anni nei quali Meylandt conservò il proprio posto di deputato assai rispettato e sempre piuttosto moderato.

## Il terzo governo Meylandt
Sinché vennero le elezioni politiche del 14 giugno 1870, che tolsero la maggioranza ai liberali. Fu a lui che il nuovo re Leopoldo II pensò di affidare l'incarico di formare un nuovo governo. Meylandt rifiutò, a causa della vecchiaia, ma suggerì di incaricare il barone d'Anethan, che entrò in carica il 2 luglio 1870.
Solo pochi giorni e, il 19 luglio seguente scoppiò la guerra franco-prussiana. Essa non investì direttamente il Belgio, ma si svolse in gran parte ai suoi confini: ad esempio gli scampati dell'armata di Napoleone III, rotti a Sedan, proprio lì andarono a rifugiarsi.
Tuttavia, terminato il conflitto, Leopoldo II pretese una profonda riforma della coscrizione, ispirandola al modello dell'esercito di milizia, alla svizzera. d'Anethan tergiversò sinché il sovrano ne ottenne le dimissioni.
Per evitare la formazione di un governo di sinistra, Meylandt accettò infine di formare, ormai settantasettenne, un'ultima volta il governo, che entrò in carica il 7 dicembre 1871. Ma senza assumere portafogli, lasciando la guida effettiva nelle mani del ministro delle Finanze Malou. Tanto che quel governo viene normalmente ricordato come "governo Malou".

Meylandt, tuttavia, esercitò effettivamente la presidenza delle riunioni di governo, sino alla morte, avvenuta nell'avito castello de Meylandt, ad Heusden nel Limburgo occidentale, il 21 agosto 1874.